# Mathilde Cohen Tervaert-Israëls
Mathilde Anna Cohen Tervaert-Israëls (Amsterdam, 14 februari 1864 – Sankt Gallen, 18 februari 1945) was een Nederlands feminist die tijdens haar lange loopbaan onder andere als voorzitter van de Nederlandse Vereeniging van Staatsburgeressen en voorzitter van de Haagse afdeling van de Vereeniging Onderlinge Vrouwenbescherming werkzaam was. Tevens droeg ze bij aan verschillende publicaties omtrent de rechten en sociale positie van vrouwen in Nederland.

## Levensloop

### Gezinsleven
Mathilde Israëls werd 14 februari 1864 geboren te Amsterdam. Ze was de dochter van Aleida Schaap en kunstschilder Jozef Israëls. Haar broer Isaac Israëls (1865) werd eveneens een bekend kunstschilder. Mathilde trouwde in 1887 met Gerard Cohen Tervaert, die na een promotie in Wenen de eerste gepromoveerde KNO-arts van Nederland was. Het echtpaar kreeg vier kinderen: Dirk Gerard (1888), Aleida Anna Maria (1889), Jozeph Marie Theodoor (1890) en Gerard Matthijs (1895) Cohen Tervaert.

### Loopbaan
Mathilde Cohen Tervaert-Israël was begaan met het lot van de ongehuwde vrouw en moeder en sloot zich al snel aan bij de in 1897 opgerichte Vereeniging Onderlinge Vrouwenbescherming (O.V.). Na tien jaar secretaresse van de vereniging geweest te zijn, werd ze in 1912 hoofd van de Haagse afdeling. Ook nam ze samen met andere vooraanstaande feministen, zoals Wilhelmina Drucker en  Maria Rutgers-Hoitsema, deel aan Het Comité voor Moederbescherming en Sexueele Hervorming; een onafhankelijk comité dat de maatschappelijke kwesties en problemen die ten grondslag lagen aan het ongehuwd moederschap wilde onderzoeken. De werkzaamheden van dit comité leidde bijvoorbeeld tot de uitgave van Moederschap: Sexueele Ethiek in 1913. Naast de inleiding van dit boek, schreef Cohen Tervaert-Israëls ook ‘Waarom moederbescherming en sexueele hervorming’ waarin ze de missie van het comité als volgt verduidelijkte: “wij willen kennis en verantwoordelijkheid verspreiden omtrent de beteekenis van het sexueele leven op ieder levensgebied, zedelijk en maatschappelijk en cultuurhistorisch, overtuigd dat alleen die kennis de zedelijke verheffing zal kunnen brengen waarnaar onze tijd verlangend uitziet.”
In de Vereeniging Onderlinge Vrouwenbescherming leerde Cohen Tervaert-Israëls ook Annette Versluys-Poelman kennen. Versluys-Poelman, die rond de eeuwwisseling naast haar voorzitterschap van de O.V. ook voorzitter van de Vereeniging voor Vrouwenkiesrecht (VvVK) was, doordrong Cohen Tervaert-Israëls van het belang van de activiteiten van de vrouwenbeweging.  Zodoende werd Cohen Tervaert-Israëls lid van de VvVK en bleef ze dat tot ver na het verwerven van het volledig vrouwenkiesrecht in 1919. In 1924 werd ze samen met Rosa Manus en Cato van der Pijl tot het hoofdbestuur van de VvVK, inmiddels hernoemd was tot de Nederlandse Vereeniging van Staatsburgeressen, verkozen. In de jaren dertig werd ze tot voorzitter benoemd. Onder haar leiding fuseerde deze vereniging met de Nederlandse Unie voor Vrouwenbelangen, die weer voorgekomen was uit onder andere de Nederlandsche Bond voor Vrouwenkiesrecht, tot de Nederlandse Vereniging voor Vrouwenbelangen en Gelijk Staatsburgerschap. Na die fusie onderschreef ze ook de toelating van mannen tot bestuursfuncties. Ten tijde van de strijd voor het vrouwenkiesrecht was dit een van de breekpunten tussen de Bond en de VvVK geweest.

## De Tweede Wereldoorlog
Net als haar dochter Aleida, kwam Mathilde Cohen Tervaert-Israëls tijdens de Tweede Wereldoorlog in kamp Barneveld terecht. Uiteindelijk werd de Barneveldgroep via Westerbork naar Theresienstadt afgevoerd. Beiden overleefden het concentratiekamp en werden naar Sankt Gallen gebracht, waar Mathilde korte tijd later overleed. Ze is 81 jaar geworden. Zij is begraven op het Cimetière Israélite te Sankt Gallen.

## Publicaties
- Cohen Tervaert-Israël, M. et al. Moederschap: Sexueele Ethiek. Almelo, Hilarius, 1910
- Bakker-Nort, B., Cohen Tervaert-Israëls, M., Aalten, S.J.L. van, Jacobs, Aletta Henriëtte, Pijl, Cato M. v.d., Schaik-Dobbelman, C.v., en Est, Simon. “Rapport van de commissie ter bestudeering van den rechtstoestand van het buitenecht geboren kind: Aangenomen op de Algemeene Vergadering te Groningen Juli 1926.” Amsterdam, Nederlandse Vereeniging van Staatsburgeressen, 1926. Via Atria[dode link]